# Steve Benson

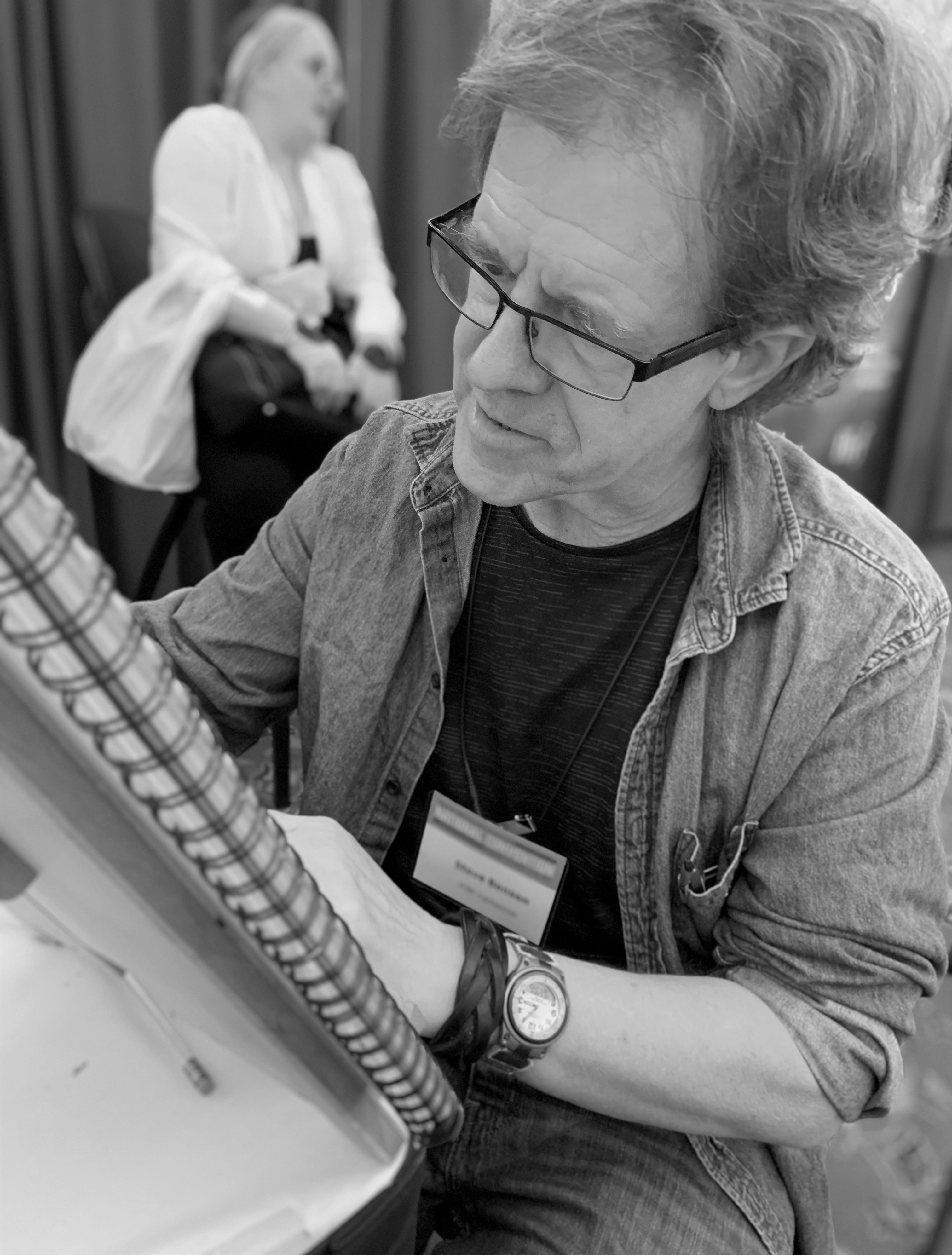
Steve Benson, 2019

Stephen Reed Benson (* 2. Januar 1954 in Sacramento, Kalifornien; † 8. Juli 2025) war ein US-amerikanischer Karikaturist und Editorial Cartoonist (zuständig für die Gestaltung der Titelseite), der für The Arizona Republic arbeitete.

## Leben
Benson war der Enkel des US-Ministers für Landwirtschaft und Mormonen Ezra Taft Benson.
Unter Bensons bekanntesten Cartoons ist die bildliche Darstellung eines Feuerwehrmanns, der ein Kind aus dem Bombenanschlag auf das Murrah Federal Building in Oklahoma City rettet. Der Cartoon weist deutliche Parallelen zu einem bekannten Foto auf, das die vergebliche Rettung der einjährigen Baylee Almon durch einen Feuerwehrmann zeigt. Das Kind in dem Cartoon sagt: „Please, no more killing…“ (Bitte, keine weiteren Tötungen), worauf der Feuerwehrmann, der ein Schild mit der Aufschrift „Death penalty fanatics“ (Todesstrafenfanatiker) trägt, antwortet: „Oh, quit your whining!“ (Oh, hört auf zu jammern!). Dieser Cartoon, veröffentlicht am 11. Juni 1997, verärgerte Feuerwehrmänner im ganzen Land. Die Mutter von Baylee Almon bat Benson sich für die Publikation des Bildes zu entschuldigen. Benson weigerte sich jedoch auch dann noch, als die Zeitung eine Entschuldigung für den Cartoon abdruckte.
Im Jahr 1993 sorgte Bensons Austritt aus der mormonischen Kirche dort für Aufruhr, nachdem er behauptet hatte, die Kirchenleitung vertusche die Demenz seines Großvaters und ließe die Mitglieder der Kirche glauben, dass Ezra Taft Benson nach wie vor für die täglichen Belange der Kirche verantwortlich sei. Benson hatte einige Zeit lang Informationen über den Zustand seines Großvaters an Kollegen bei der The Arizona Republic und angeschlossener Presse weitergeleitet. Benson und seine Frau, Mary Ann, verließen anfänglich die Mormonen und gaben an, nun „wahre Christen“ geworden zu sein; später ließen sie die organisierte Religion ganz hinter sich. Benson sah sich selbst als Atheisten und vertrat öffentlich eine düstere Ansicht von religiösem Glauben und denen, die ihn ausüben.

### Auszeichnung
2002 wurde er mit dem Emperor Has No Clothes Award der Freedom From Religion Foundation ausgezeichnet.